# École supérieure de tourisme et d'écologie de Sucha Beskidzka
L’École supérieure de tourisme et d'écologie de Sucha Beskidzka (Wyższa Szkoła Turystyki i Ekologii w Suchej Beskidzkiej (WSTiE) est un établissement polonais d’enseignement supérieur de droit privé dont les locaux sont situés au château de Sucha Beskidzka (pl) (surnommé parfois le "petit Wawel").

## Composition
Fondée en 2001 elle propose des études de premier et second cycle (pour étudiants à temps complet et pour étudiants salariés) dans trois départements : 
- tourisme, hôtellerie et loisirs,
- informatique,
- sciences sociales et sciences politiques.

Le Recteur de l'École supérieure de tourisme et d'écologie de Sucha Beskidzka est le professeur de droit Janusz Sondel (pl) et la chancelière est Mme Maria Grzechynka.

## Projets européens
L'École supérieure de tourisme et d'écologie de Sucha Beskidzka met en œuvre de nouveaux programmes, des stages et des ateliers, et a recours à des cofinancements sur fonds européens, notamment en réponse aux besoins du marché du travail local et régional dans la perspective d'une stratégie de développement de l'établissement. Parmi les nouvelles spécialités, il y a la gestion de la promotion régionale et locale et la gestion du tourisme durable.